# Догмаровка (Геническая городская община)
Догмаровка (укр. Догмарівка) — село в Генической городской общине Генического района Херсонской области Украины.
Население по переписи 2001 года составляло 1071 человек. Почтовый индекс — 75551. Телефонный код — 5534. Код КОАТУУ — 6522155702.
В селе расположено 8 улиц:
- ул. Степная
- ул. Садовая
- ул. Шевченка
- ул. Спортивная
- ул. Центральная
- ул. Мира
- ул. Таврийская
- ул. Молодёжная

## История
По состоянию на 1886 год в селе Дагмарова Ново-Троицкой волости Днепровского уезда Таврической губернии проживало 524 человека, насчитывалось 82 двора, была лавка.